# Хуни
Хуни су били номадски народ који је живео у азијској унутрашњости животом степских коњаника, у чврстом војничком уређењу. Још од прастарих времена играли су значајну улогу у азијском свету. Покоривши многа монголска племена, Хуни су основали у кинеском суседству огромну и силну државу. Одатле су вековима наваљивали на Кинезе, који су против њих подигли и Кинески зид (око 200. п. н. е.), али је Кина ипак успела да разори Хунско царство. Од тада су се масе Хуна или покориле Кини, или, у великим масама, одселиле из кинеског домета. Ускоро након тога се помињу и турко-монголски степски Хуни, на средњој Волги, али се не зна сигурно, јесу ли они истоветни са Хунима, одсељеним из суседства Кине. Од тих Хуна одвојио се један велики део (западни Хуни), који је зашао дубље у европску унутрашњост, у другој половини 4. века. Спуштајући се најпре на Каспијско језеро и према Кавказу, западни Хуни су прегазили кавкаске Алане, покорили на Црном мору германске Источне Готе, присилили на миграцију, из Бесарабије и Румуније, преко Дунава на римски Балкан, Западне Готе (375), и изазвали тиме епохалне догађаје у европској историји.

## Порекло
Хуни су били „конфедерација ратничких група”, спремни да интегришу друге групе ради повећања своје војне моћи, на Евразијској степи од 4. до 6. веку. Већина аспеката њихове етногенезе (укључујући њихов језик и њихове везе са другим народима степе) нису сигурни. Валтер Похл експлицитно каже: „Све што можемо рећи сигурно је да се име Хуни, у касној антици, односило на престижне владајуће групе степских ратника.”
Римски историчар Амијан Маркелин, који је почетком 390. године завршио свој рад историје Римског царства, забележио је да се „народи Хуна … живе изнад Азовског мора у близини замрзнутог океана”. Јероним их је повезао са Скитима у писму, написаном четири године након што су Хуни напали источне покрајине империје 395. године. Поистовећивање Хуна са Скитима, заједно са општим страхом од доласка Антихриста крајем 4. века, довела је до њихове идентификације са Гогом и Магогом (кога је Александар Велики затворио иза неприступачних планина, према популарној легенда). Ова демонизација Хуна се такође одражава у Јорданесовој Гетици, написаној у 6. веку, који их представља као људе који се спуштају од „нечистих духова” и протерују готске вештице.

## Изглед
Пошто Хуни нису имали писмо и стога нису чували писане документе, све преживеле записе су написали непријатељи Хуна, ниједан од којих не описује Хуне као привлачне било морално или по изгледу. Јорданес, готски писац у Италији 551. године, један век након распада Хуниског царства, описује Хуне као дивљу расу, која се прво обитавала у мочварама, застрашујуће, гнусно и ситно племе, са слабо развијеним језиком, који у малој мери наликује људском говору.‍:127–8

## Објашњење мапе
Мапа приказује империју Атиле у зениту моћи, негде око 450. године.
Звезда показује место Атилиног седишта (мађ. Székhey), чија тачна локација није позната. По подацима који су данас доступни, Атилино седиште је било или на месту римског града Аквинукума, данас Будимпешта или је његов покретни двор, како је описано од стране римског дипломате Приска када је био у посети Атили, био померан у зависности од потреба и тренутних прилика у империји, али у већини случајева у околини реке Тисе.

## Галерија
- Мапа кретања Хуна
- Хуни освајају Европу
- Хуни освајају Галију 451. године